# Грб Краљевине Србије
Грб Краљевине Србије је базиран на грбу Кнежевине Србије, коме су додати бели двоглави орао династије Немањића и два златна крина. Усвојен је за време владавине краљевске династије Обреновића.
Млади аустријски хералдичар Ернст Крал је нацртао грб Краљевине Србије који је осмислио Стојан Новаковић на захтев Краља Милана Обреновића 1882. године.

## Опис грба Краљевине Србије
Према Закону о Грбу Краљевине Србије од 20. јуна 1882. године, грб је дефинисан на следећи начин:
Грб Краљевине Србије јесте двоглави бели орао на црвеном штиту с круном краљевском. Врх обе главе двоглавога белог орла стоји круна краљевска а испод сваке канџе по један кринов цвет. На прсима му је грб Књажевине Србије „бео крст на црвеном штиту са по једним огњилом у сваком углу крста“.
Грб је огрнут пурпурним хермелиновим плаштом, коме се на врху налази краљевска круна.
Према Уставу краљевине Србије од 22. децембра 1888. године (члан 2), грб је дефинисан на следећи начин:
Грб је Краљевине Србије двоглави бели орао на црвеном штиту с круном краљевском. Врх обе главе двоглавога белог орла стоји круна краљевска; а испод сваке канџе по један кринов цвет. На прсима му је грб Кнежевине Србије „бео крст на црвеном штиту са по једним огњилом у сваком углу крста“.
У Уставу Краљевине Србије из 1901. се понавља исти грб, мало прецизније описан:
Грб је Краљевине Србије двоглави бели орао на црвеном штиту с круном краљевском. Врх обе главе орлове стоји круна краљевска, а испод сваке канџе по један кринов цвет. На прсима му је грб Кнежевине Србије: бео крст на црвеном штиту, са једним огњилом у сваком углу крста.
У Уставу Краљевине Србије од 5. јуна 1903. поново се наводи опис грба према Уставу из 1888.:
Грб је Краљевине Србије двоглави бели орао на црвеном штиту с круном краљевском. Врх обе главе двоглавога белога орла стоји круна краљевска; а испод сваке канџе по један кринов цвет. На прсима му је грб Кнежевине Србије »бео крст на црвеном штиту са по Једним огњилом у сваком углу крста.«

## Галерија
- Оригинал грба Краљевине Србије са потписима чланова министарства
- Грб династије Обреновић
- Грб династије Карађорђевић
- Орден Белог орла
- Еполета Армијског генерала (1900—1901) и Војводе Краљевине Србије (1901—1918)
- Приказ грба на новцу
- Војне заставе
- Пасош Краљевине Србије
- Варијанта грба